# Thea Kowař
Thea Kowař (* 1. August 1945 in Ringenhain; † 12. Juli 2022 in Dresden) war eine deutsche Grafikerin.

## Leben und Werk
Nach der Grundschule in Cainsdorf und Wiesenburg absolvierte Thea Kowař ab 1962 eine Lehre als Gebrauchswerberin und arbeitete bei Zwickau in ihrem Beruf. Daneben besuchte sie die Mal- und Zeichenschule von Karl Michel in Zwickau und nahm Unterricht bei Edgar Klier und Klaus Matthai. Von 1968 bis 1973 studierte sie insbesondere Buchgestaltung bei Dietrich Burger, Irmgard Horlbeck-Kappler und Karl-Georg Hirsch an der Hochschule für Grafik und Buchkunst in Leipzig. Für ihr Diplom illustrierte sie Erwin Strittmatters Schneewittchen (von der Hochschule 1973 in einer Auflage von 30 Exemplaren publiziert).
Danach arbeitete sie als freischaffende Grafikerin und Illustratorin in Leipzig und ab 1976 in Schwerin, zuletzt in Ringenhain. Sie schuf anfangs vor allem Holzschnitte, um 1982 erste Radierungen und 1985 während der Grafikwerkstattwochen in Dresden beim Drucker Roland Ehrhard (1924–1999) erste Lithografien. In Schwerin leitete sie neben ihrer künstlerischen Tätigkeit die Fördergruppe Grafik beim Bezirkskabinett für Kulturarbeit.
Mit weiteren Künstlern publizierte sie ihre Originalgrafiken u. a. auch in Mappen und Kalendern wie 1984 dem Ersten Leipziger Bilderbogen, der 1989 von der Leipziger Galerie am Thomaskirchhof edierten Mappe Liberté – Egalité – Fraternité und 2012 und 2019 in den Vogtländischen Kunstkalendern. In einigen ihrer Arbeiten setzte sie sich kritisch mit der Politik der DDR auseinander, so in dem Holzschnitt Vom ungläubigen Thomas, der 1984 als Originalgrafik als Beilage der von Ulrich Tarlatt kuratierten Liebhaber-Edition des Poesiehefts 1998 (Ralph Grünberger) veröffentlicht wurde.
Thea Kowař war von 1976 bis 1990 Mitglied des Verbands Bildender Künstler der DDR und hatte in der DDR eine große Zahl von Einzelausstellungen und Ausstellungsbeteiligungen, u. a. von 1977 bis 1988 an der VIII. bis X. Kunstausstellung der DDR.
Reisen und Studienaufenthalte führten sie u. a. 1979 nach Amsterdam, 1982 nach Senesch bei Moskau und nach Finnland.
Druckgrafiken Thea Kowařs befinden sich u. a. in der Landeskunstsammlung Mecklenburg-Vorpommern, in der Kunstsammlung Lausitz in Senftenberg, im Schlossmuseum Arnstadt und im Gellert-Museum Hainichen.

## Rezeption
„Thea Kowar gehörte zu den bekanntesten Künstlerinnen Norddeutschlands. Ihre Bilder sind eigenwillig, die Themen oft zeitkritisch. Sie hatte Mut bewiesen.“
Thea Kowar „vertritt eine filigranere, eher zeichnerische Position.“

## Werke (Auswahl)

### Druckgrafik
- Die auf Sitzungen Versessenen (Holzschnitt, 23,5 × 36 cm, 1974)[4]
- Paar (Holzschnitt, 1981)[5]
- Zirkus I (Radierung, 50 × 58,5 cm, 1982)[6]
- Frauen im Spiegel (Holzschnitt, 23,5 × 36 cm, 1985)[7]
- o.T. /Menschenrechte (veröffentlicht in der oppositionellen Künstlerzeitschrift 1. Mose 2, 25; 3)[8]
- Jugend II. Theatergruppe 3. Generation und Marionetten (Holzschnitt, 47 × 47 cm, 1987)[9]
- Sitzende (Holzschnitt, 1988)[10]

## Buchillustrationen
- Gerhard Hardel: Jenny. Der Kinderbuchverlag Berlin, 1961
- Wilhelm Tkaczyk: Lastkahn mit bunter Fracht. Gedichte und kurze Prosa. Mitteldeutscher Verlag, Halle/Saale, 1977
- Bernd Schremmer: Ein sonderbarer Entschluss. Mitteldeutscher Verlag, Halle/Saale, 1978
- Ludwig Turek: Ein Prolet erzählt. Lebensschilderung eines deutschen Arbeiters. Mitteldeutscher Verlag, Halle/Saale, 1985
- Eduard Claudius: Grüne Oliven und nackte Berge. Mitteldeutscher Verlag, Halle/Saale, 1986
- Jürgen Borchert (Hrsg.): Wo die Ostseewellen … Literarische Streifzüge durch Mecklenburg-Vorpommern.  Mitteldeutscher Verlag, Halle/Saale, 1988

## Einzelausstellungen (unvollständig)
- 1982: Berlin-Baumschulenweg, Studio Bildende Kunst (Druckgrafik)
- 1982: Neubrandenburg, Galerie am Friedländer Tor (Holzschnitte)
- 1985: Leipzig, G.-W. Leibniz-Klub
- 1986: Greifswald, Greifengalerie (Grafik)
- 1986: Schwerin, Staatliches Museum Schwerin (Grafik)
- 1987: Erfurt, Galerie erph